# Vårby skola

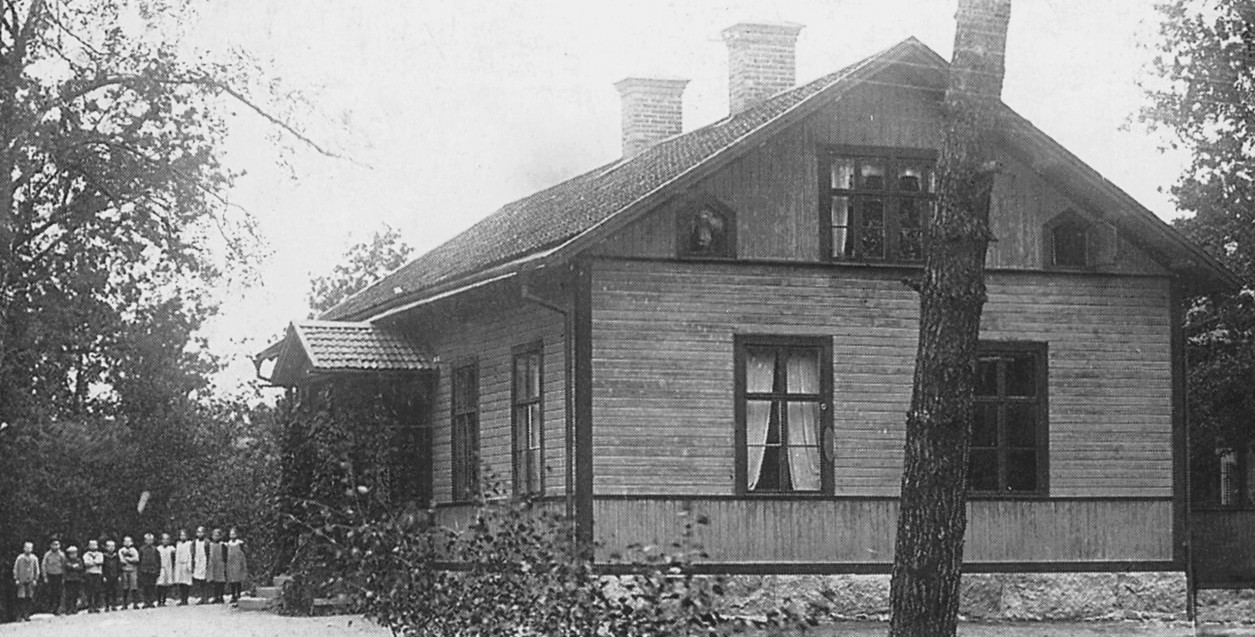
Vårby skola på 1910-talet.

Vårby skola var en folkskola i nuvarande trakten Vårby gård i Huddinge kommun. Skolbyggnaden uppfördes 1901, skolverksamheten lades ner 1942 och byggnaden revs 1972. En milstolpe som står i förlängningen av Lindvretsvägen och intill Södertäljevägen (motorvägen E4/E20) markerar platsen där skolan en gång fanns. 

## Bakgrund
Vårbys första skola inrymdes i Sadelmakartorpet sedan det upphörde som torp 1860. Då kunde den oexaminerade lärarinnan Charlotta Falk undervisa ett 30-tal barn fem timmar om dagen. År 1884 beslutade Huddinge kyrkostämma att låta uppföra en skolbyggnad på Vårby gårds ägor. Då pågick skolundervisning i byggnaden Lilla Vårby Källa (vid Vårby källa) fram till 1891. Därefter hyrdes Snickarkrogen som skollokal fram till 1901 och den nybyggda Vårby skola togs i bruk.

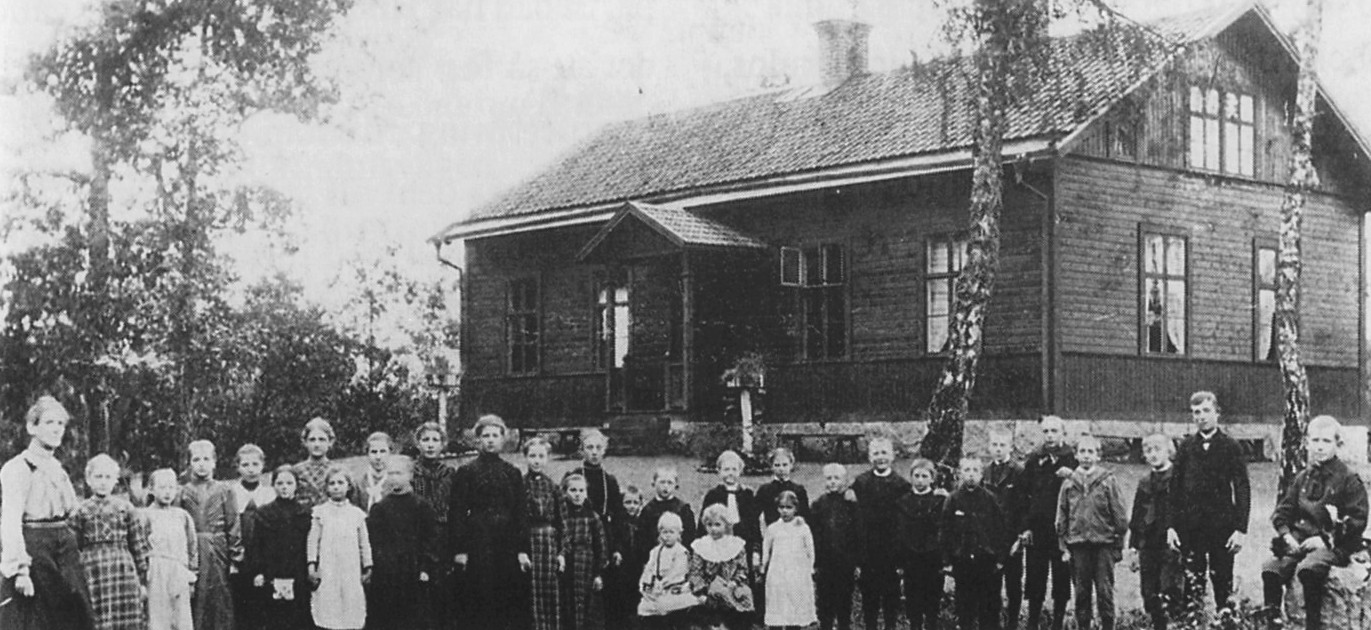
Elever och lärare framför sin skola omkring 1910

## Historik

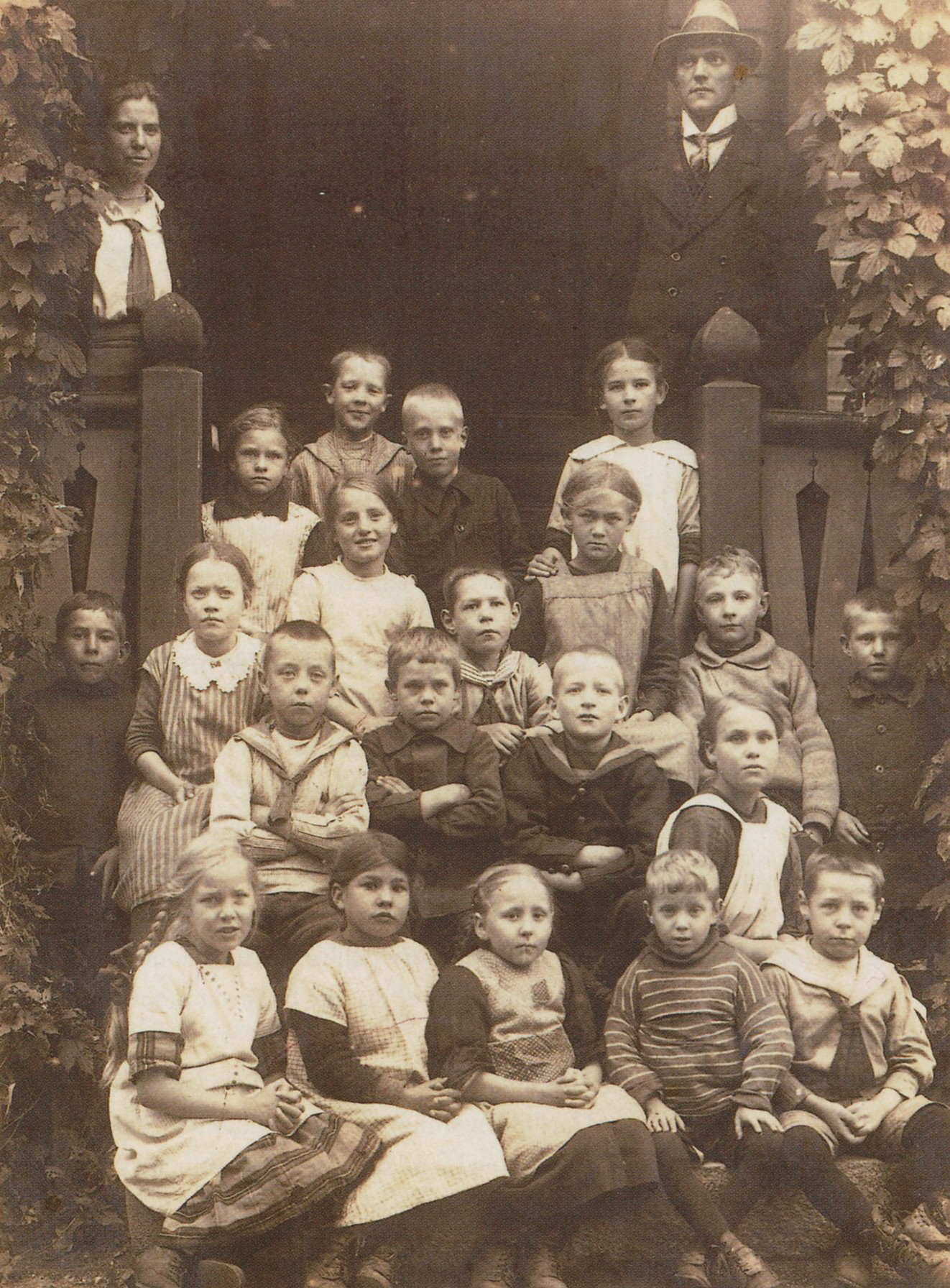
Elever och lärare ca 1910.

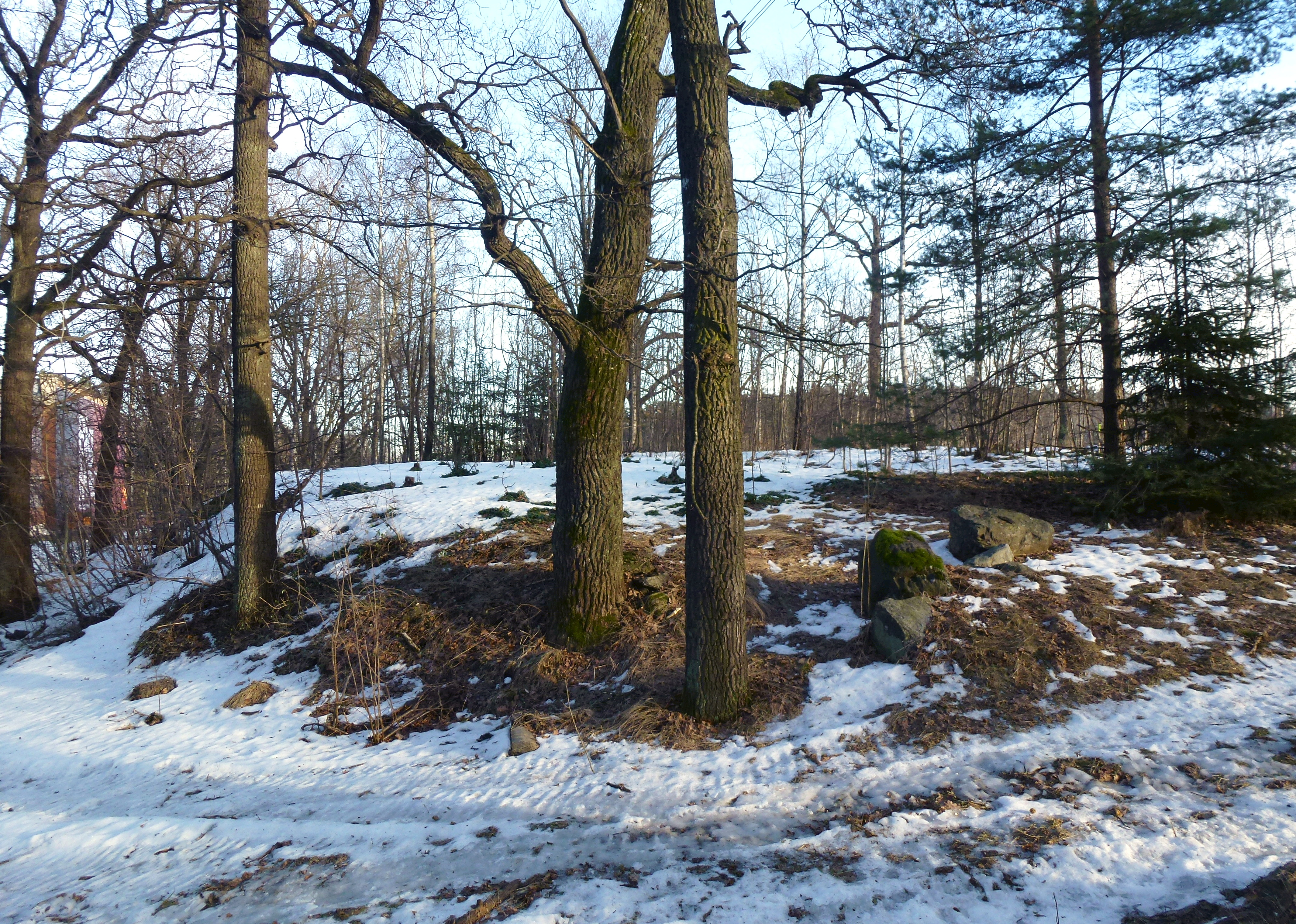
Den gamla skoltomten i februari 2013.

Vårby skola var områdets första byggnad som hade uppförts enbart för undervisningsändamål. Skolan  låg intill och norr om Södertäljevägen mellan nuvarande Segeltorp och Vårby. Omgivningen var lantlig och nästan obebyggd, närmaste grannar utgjordes av torpen Lindvreten, Sadelmakartorp och Månskär. 
Skolan besöktes av barn som bodde inom godset Vårby gårds gränser, alltså från Långsjön i öst till Vårbyfjärden i väst. Skolan placerades ungefär mitt i området, så att alla barn hade ungefär lika långt att gå. Men de som bodde exempelvis i Kråkvik (Segeltorps östra del) fick en rätt lång skolväg, ungefär 8 km fram och tillbaka.
Skolan var en så kallad B2-skola, vilket innebar att årskurs 1-2 undervisades av småskollärare och årskurs 3-6 undervisades av folkskollärare. Själva skolbyggnaden var en enplansbyggnad med utbyggd vind under ett sadeltak. Fasaderna var panelade och gulmålade med rödmålade knutar, listverk och fönstersnickerier. Huset inrymde två lärosaler (en för småskolan och en för storskolan). Det fanns även ett materialrum med allehanda planscher. På vinden låg lärarbostaden. Mellan 1901 och 1917 om- och tillbyggdes skolan två gånger. År 1917 gick 17 barn i Vårby skola av dem kom 15 från godset där deras föräldrar var lantarbetare. Samma år invigdes även Segeltorps folkskola och segeltorpsbarnen slapp den långa skolvägen. 
Högsta antal elever var läsåret 1931, då gick 33 barn i Vårby skola. Därefter blev det allt färre barn som besökte skolan och 1942 stängdes verksamheten på grund av för lågt banantal. Därefter fick vårbybarnen ta bussen till Segeltorpsskolan. Under andra världskriget användes lokalerna som militär sambandscentral. På 1950- och 1960-talen fanns bland annat söndagsskola och ungdomsgård i huset. År 1972 revs slutligen skolbyggnaden.

## Källor

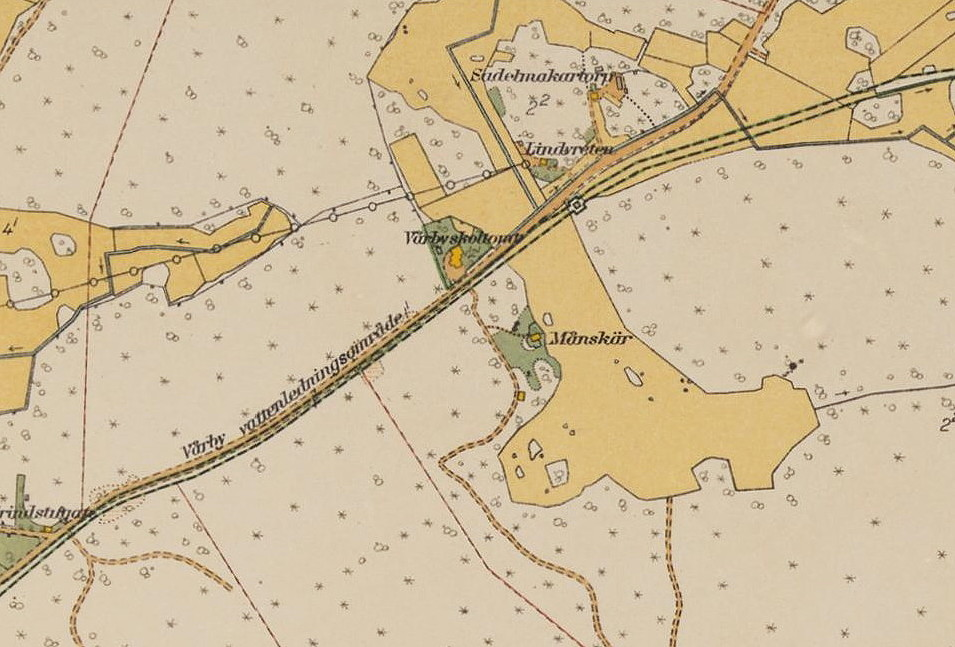
Skolans läge på en karta från 1920-tal.